# Euproctis pulchra
Euproctis pulchra är en fjärilsart som beskrevs av George Thomas Bethune-Baker 1908. Euproctis pulchra ingår i släktet Euproctis och familjen tofsspinnare. Inga underarter finns listade i Catalogue of Life.